# Ave híbrida
Se denomina ave híbrida, ave mixta, ave mestiza—en cruces intraespecíficos—  o mulo—en casos estériles—, al ejemplar o población producida por el cruzamiento de dos taxones de la clase aviar. 

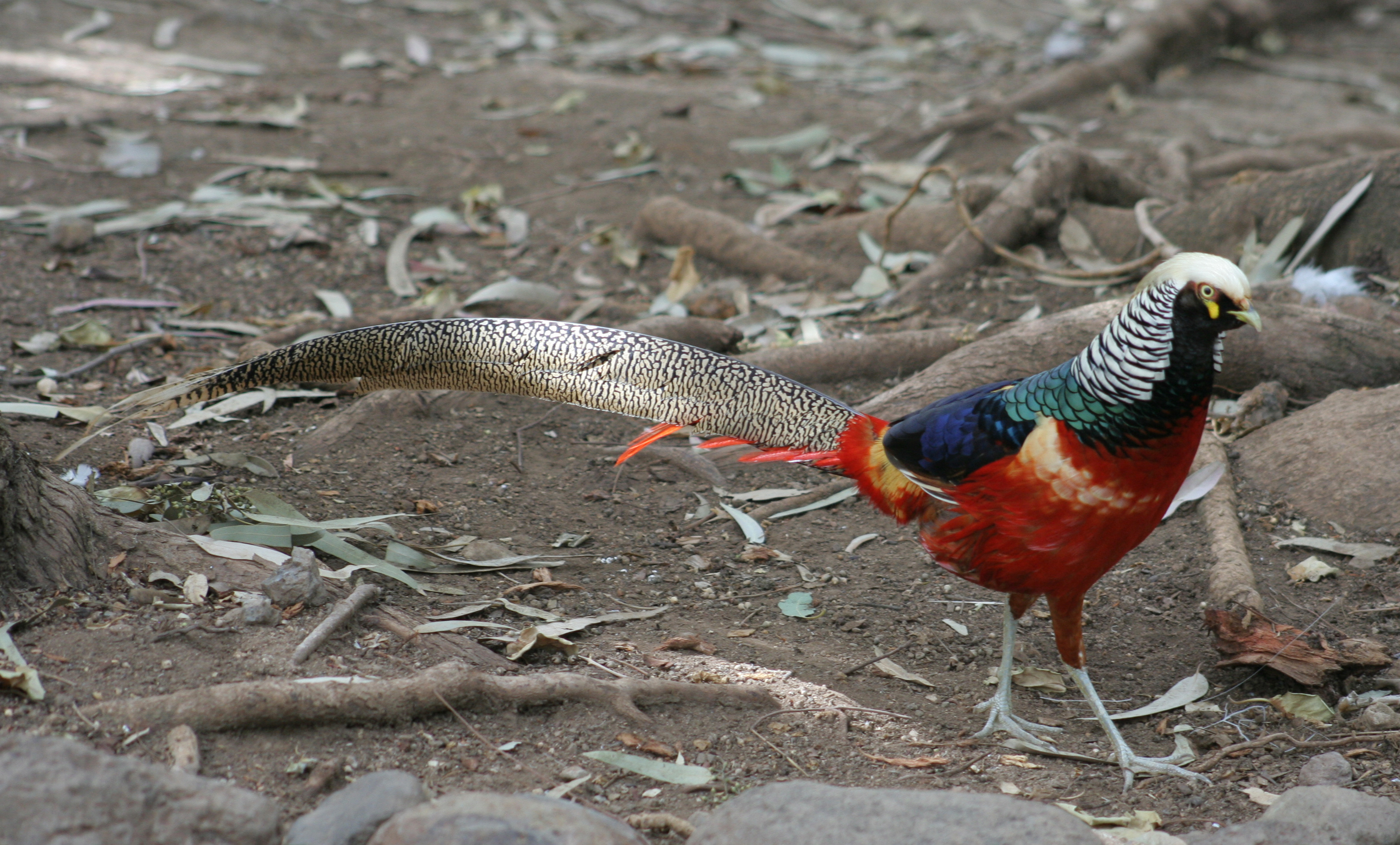
Híbrido entre faisán de Amherst (Chrysolophus amherstiae) y faisán dorado (C. pictus).

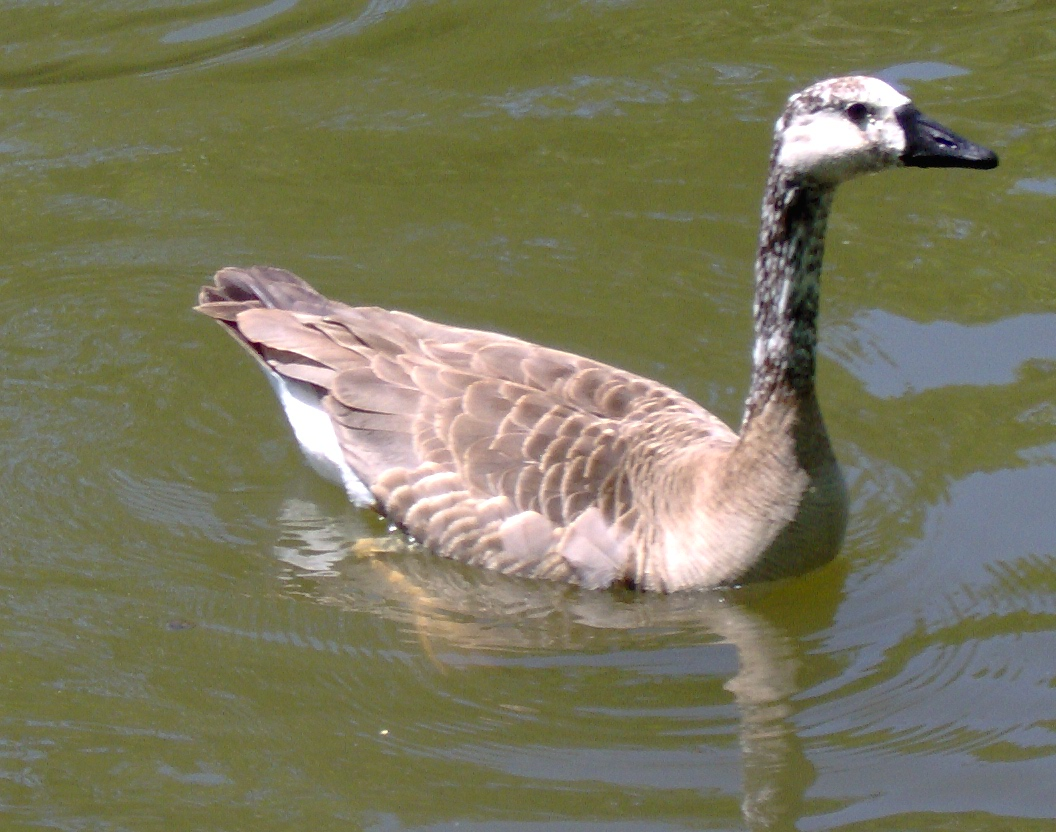
Un híbrido intergenérico entre barnacla canadiense (Branta canadensis) y ganso doméstico común (Anser anser domesticus).

## Generalidades
Mayormente se trata de hibridaciones entre dos especies de aves distintas, pero el término es aplicable también a la cruza entre dos subespecies de una misma especie de ave. En los casos de cruces interespecíficos, por lo común ocurren entre dos especies del mismo género, sin embargo, se han acumulado numerosos casos de híbridos aviares intergenéricos.
Fenotípicamente, el ave heterocigota resultante puede parecerse a cualquiera de sus taxones parentales o, por lo común, exhibir una apariencia con variables niveles de mixtura entre ambos.  
En cuanto a su fertilidad, el resultado puede dar individuos fértiles, infértiles y semifértiles. Todos los híbridos aviares de taxones intraespecíficos (trinominales) producen descendencia fértil. Para los casos de cruces interespecíficos o intergenéricos el resultado dependerá de cuáles son los taxones intervinientes, del concepto de especie utilizado para definirlas, etc. La posibilidad de infertilidad estará condicionada por la proximidad genética de los parentales, su semejanza en el número de cromosomas, su sexo (mayor fertilidad en el homogamético —aves machos—), diferencias en el pH del esperma frente al del oviducto de la hembra, compatibilidad en la formación del cigoto, sobrevida del embrión, etc.

## Híbridos de aves en la naturaleza

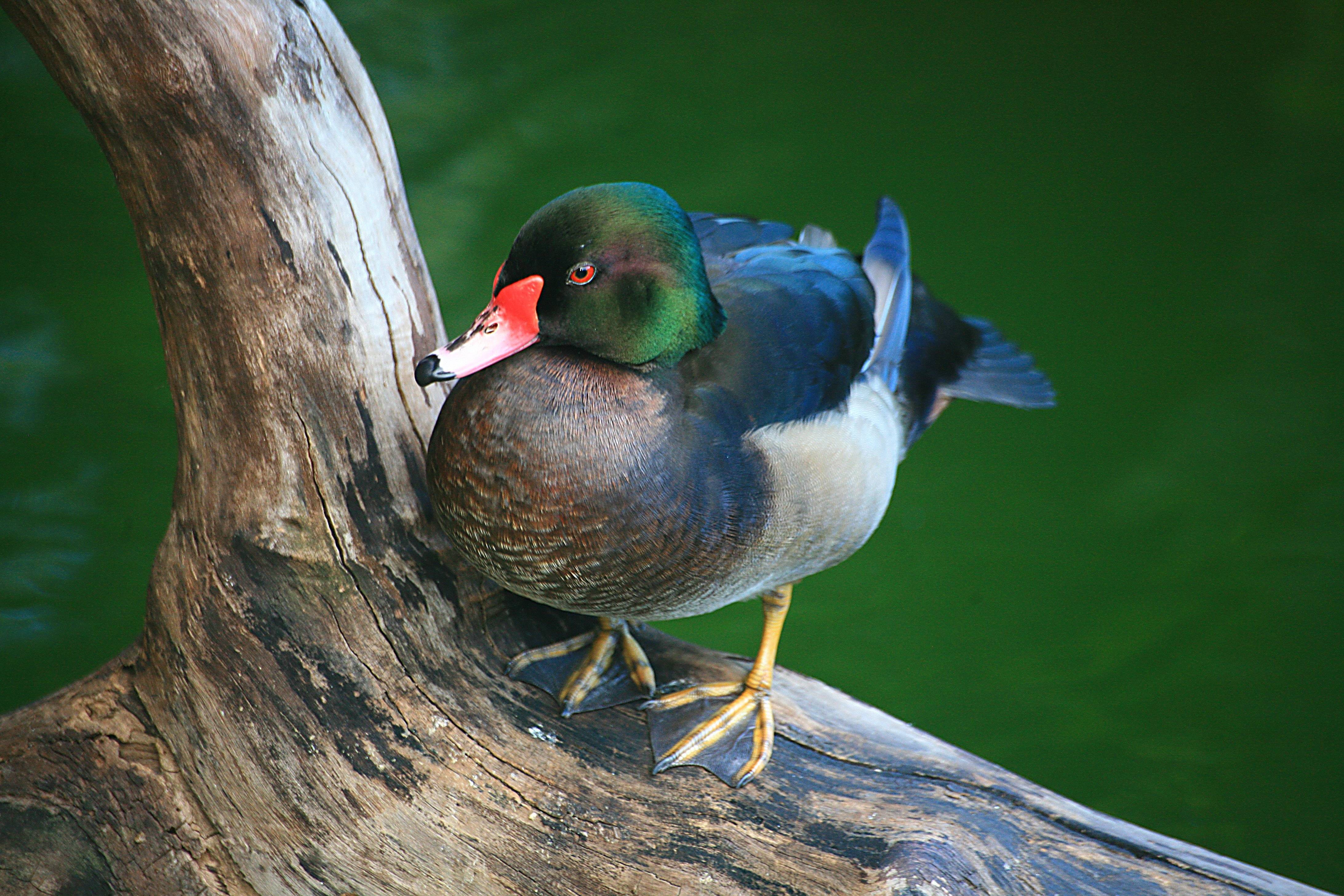
Híbrido macho entre pato picazo (Netta peposaca) y pato de Carolina (Aix sponsa).

Los híbridos aviares pueden darse en la naturaleza de manera completamente natural, como sucede con el pato y el tero. Excepcionalmente, ejemplares de especies de aves que viven en simpatría, pero reproductivamente aisladas entre sí, llegan a formar parejas mixtas que producen descendencia híbrida.
Otro caso de hibridación natural de aves ocurre cuando una pareja o bandada de una especie se aleja de su distribución natural y se instala en la geonemia de otra, la que es abundante allí. En estos casos ocurre la absorción del ave migrante por la residente. Un ejemplo de este tipo es el ocurrido con la población atlántica del cormorán guanay (Leucocarbo bougainvillii), la que terminó siendo absorbida por emparejamientos mixtos con el cormorán imperial (Leucocarbo atriceps).
Frecuentemente, aves híbridas han sido descritas como especies muy raras, hasta que, tiempo después, se demuestra que su rareza es el resultado de su origen híbrido. Un caso de este tipo es el faisán imperial (Lophura imperialis), el cual en realidad es un ocasional híbrido entre el faisán de Edwards (Lophura edwardsi) y una de las subespecies del faisán plateado (Lophura nycthemera annamensis).
Un ejemplo similar es el del gorrión italiano (Passer italiae), en el año 2011 un análisis genético demostró que tiene un origen híbrido, por la cruza del gorrión común (Passer domesticus) con el gorrión moruno (Passer hispaniolensis).
También pueden presentarse casos de aves híbridas como resultado directo de acciones antrópicas. Por ejemplo, cuando, consecuencia del desarrollo humano, se elimina una barrera natural que impedía el flujo genético entre dos especies o, de otro modo, con la creación involuntaria de “puentes” biológicos que permiten el avance poblacional de uno o ambos taxones y el contacto entre ellos. Un caso de este tipo es el ocurrido luego de la masiva desforestación del bosque chaqueño y de la selva atlántica en el centro y este de Brasil, Paraguay y el norte de la Argentina, trasformando áreas forestales en paisajes abiertos, permitiendo que las poblaciones de dos taxones alopátricos estrechamente relacionados (forman una superespecie) de pájaros carpinteros campestres, los que naturalmente habitaban en áreas abiertas ubicadas al norte y sur (Colaptes campestris y C. campestroides, respectivamente), expandieran sus poblaciones y produjesen una ancha franja territorial de contacto donde los ejemplares híbridos son los dominantes.
Otro origen artificial que puede dar como resultado que se produzcan híbridos de aves en la naturaleza es la liberación de ejemplares de un taxón en el área geográfica de otro, tanto de forma premeditada como por producto de fugas. Un ejemplo de hibridación de este tipo ocurre en anátidos, siendo la principal causa del riesgo de extinción en Europa de la población occidental de la malvasía cabeciblanca (Oxyura leucocephala) al hibridar fácilmente con la introducida desde América malvasía canela (Oxyura jamaicensis), dando poblaciones intermedias y una homogeneización de la diversidad biológica.
La hibridación en especies de aves playeras es inusual, pero se han registrado numerosos casos de este tipo, por ejemplo, el correlimos de Cox (Calidris × paramelanotos), un híbrido entre el correlimos pectoral (Calidris melanotos) y el correlimos zarapitín (Calidris ferruginea).

## Híbridos de aves en cautividad

### En aves de ornato
En cautiverio, es frecuente la hibridación de aves ornamentales. En aves cantoras, el objetivo suele ser el conseguir un ejemplar con características vocales superiores o rasgos cromáticos o morfológicos novedosos. Son ejemplos, las cruzas de canario (Serinus canaria domestica) con cabecita negra (Carduelis magellanica), con jilguero europeo (Carduelis carduelis), con verderón común (Chloris chloris), con lugano (Spinus spinus), pardillo común (Linaria cannabina), etc., así como cruces entre ellos.

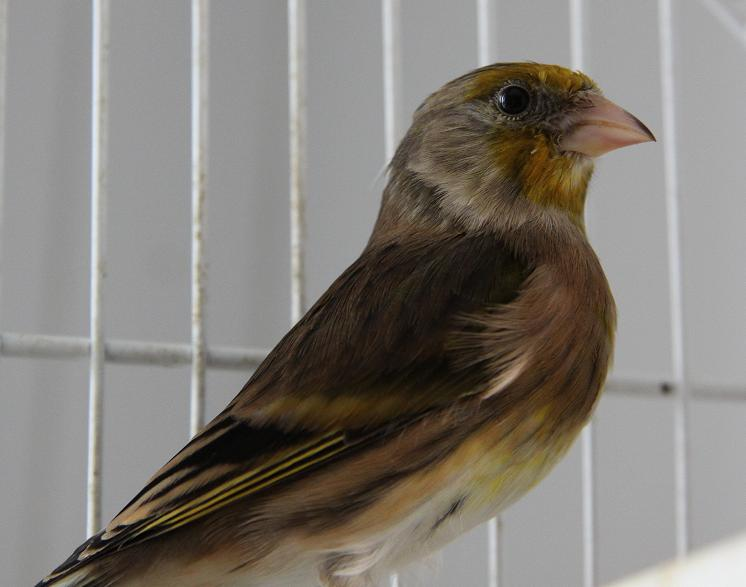
Un híbrido entre canario doméstico (Serinus canaria domestica) y jilguero europeo (Carduelis carduelis).

En otros casos se pretende que genes de una especie de ave, los cuales permiten expresar un determinado color, sean incorporados a otra especie que carece de dicho color, fijándolos luego por retrocruzamiento (introgresión) en el acervo génico de la especie que carecía de ellos. Este es el caso de la manera en que originalmente se han conseguido los plumajes con tonalidades rojas en las variedades del canario doméstico que poseen dicho factor, cruzando ejemplares de canarios comunes con ejemplares del cardenalito de Venezuela (Carduelis cucullata), el que posee de manera natural un plumaje de tonos rojizos y tiene la facultad de transmitir genéticamente las enzimas biocatalizadoras que producen ese color por asimilación de los carotenoides incorporados en la alimentación.
Al hibridar aves ornamentales se logran especímenes de fenotipos novedosos, con formas y colores atípicos, los que luego son bautizados con un nombre original y mantenidos como líneas independientes, a la manera de especies plenas. Esto es muy frecuente en el caso de los grandes psitaciformes del género Ara, en los cuales se practica un intenso cruzamiento, lo que genera combinaciones cromáticas muy variadas, dado lo contrastante de los colores del plumaje de cada especie.

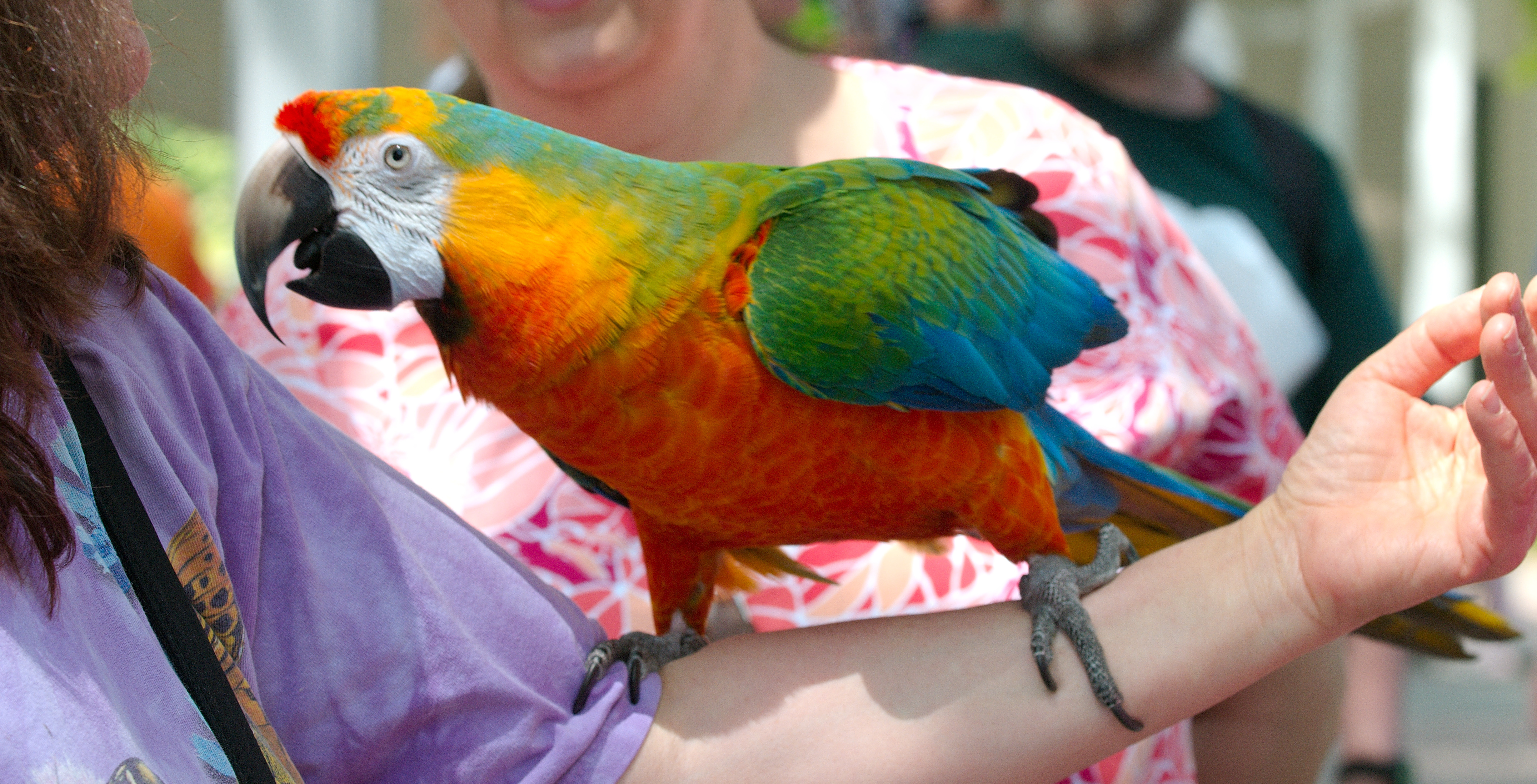
Híbrido entre varias especies del género Ara.

De manera similar ocurre con la mayoría de las especies de gallináceas criadas en cautividad, dando cruces curiosos, incluso entre distintas tribus y hasta familias taxonómicas, entre los que participaron gallinas domésticas, gallinas de Guinea (Numida meleagris), faisanes, pavos domésticos y reales, crácidos, etc.

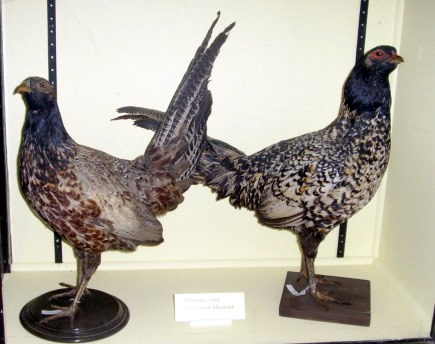
Híbrido entre gallina doméstica y faisán común (Phasianus colchicus).

### En aves productivas
En aves producidas comercialmente para aprovechar sus huevos o partes de su cuerpo (carne, plumas, etc.) se recurre habitualmente a la hibridación de líneas, con el objetivo de obtener individuos con ventajas superlativas. Este es el caso de la producción de huevos o de pollos. 
Los pollos híbridos criados en todo el mundo para el consumo de su carne son mayoritariamente de la variedad broiler o ‘‘Rock-Cornish’’, en referencia al cruce entre el pollo macho Cornish’ y la hembra Barred Rock.
La propia gallina doméstica también tendría un origen híbrido entre el gallo bankiva (Gallus gallus) y un aporte menor del gallo gris (Gallus sonneratii).

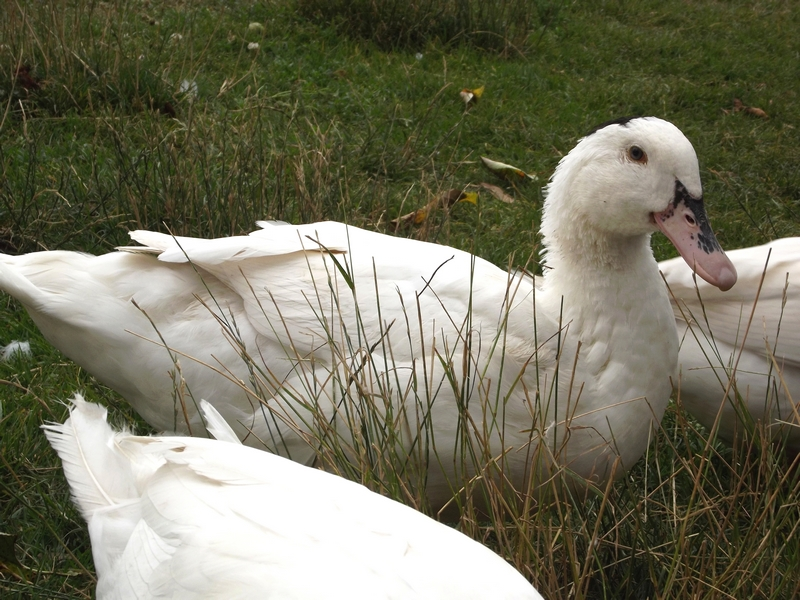
Un mulard, híbrido entre pato común doméstico (Anas platyrhynchos domesticus) y pato criollo doméstico (Cairina moschata domestica).

Un ejemplo interesante es el caso del mulard, un estéril pato doméstico híbrido intergenérico producto de la cruza entre el pato común doméstico (Anas platyrhynchos domesticus) y el pato criollo doméstico (Cairina moschata domestica).

## La investigación sobre la hibridación en las aves
Se ha constatado casos de hibridación en el medio silvestre en alrededor del 16 % de todas las especies de aves del mundo; la cifra se eleva al 22 % si se le añaden las especies con registros de híbridos solo en cautividad.
El ‘‘Proyecto de Híbridos Aviares’’ reúne la abundante literatura científica que se ha producido durante siglos sobre la hibridación en aves.
Dependiendo del concepto de especie que se escoja como el más adecuado para aplicar en aves, la ocurrencia o no de hibridación puede ser una variable clave para determinar la jerarquía taxonómica que le corresponde a una población aviar determinada, si merece la calificación de especie independiente respecto de otra. Bajo los conceptos filogenético y evolutivo de especie, su valor es relativo, siendo elevado en el caso del concepto biológico de especie.